# 北山兼弘
北山 兼弘（きたやま かねひろ）は、日本の森林生態学者。京都大学名誉教授。日本生態学会賞受賞。

## 人物・経歴
青森県八戸市生まれ。1981年東京農工大学農学部環境保護学科卒業。1983年東京農工大学大学院農学研究科修士課程修了、農学修士、マレーシア国立大学自然資源学部講師（青年海外協力隊）。1992年ハワイ大学植物学科博士課程修了、Ph.D.（植物学）、ハワイ大学植物学科ポストドクトラル・フェロー、東西センター環境政策研究所フェロー研究員。1993年ハワイ大学植物学科研究員。1994年農林水産省林野庁森林総合研究所主任研究官。2000年京都大学生態学研究センター助教授。2001年京都大学生態学研究センター教授。2009年京都大学大学院農学研究科地域環境科学専攻生物環境科学講座森林生態学分野教授。2023年京都大学名誉教授。ハワイ及びキナバル山の生態系研究で世界的な業績をあげ、第14回（2016年）日本生態学会賞受賞。みどりの学術賞選考委員会委員等も務めた。